# Coronel Macedo
Coronel Macedo é um município brasileiro do estado de São Paulo. Sua população conforme o censo do IBGE de 2022, é de 4.280 habitantes.

## História
Fundada em 8 de dezembro de 1891, teve como nome Patrimônio de Nossa Senhora do Rio Verde e logo em seguida se tornou Patrimônio de Nossa Senhora da Conceição.
No local onde foi erguido primeiramente uma vila se levantou mais tarde uma pequena capela, neste recinto eram rezados quinzenalmente terços. O Frei Pacífico de Monte Falco celebrou neste local a lª missa, dando origem a vila, que também era conhecida por Revolta, apelido dado por seus habitantes, devido a revolta do povo da época pela passagem pela região de Custódio José de Mello com sua comitiva. Os participantes da comitiva, representantes do Governo de Marechal Deodoro da Fonseca praticaram arbitrariedades contra os moradores desta localidade, que fugiam apavorados.
Os fundadores, descendentes de imigrantes espanhóis, e provenientes do Estado de Minas Gerais, adquiriram terras na região, dando início a agricultura. Neste período destacam as famílias de Antônio Batista Veiga, Pedro Américo da Veiga, Francisco Garcia e Calixto Clemente de Almeida.

## Geografia
Localiza-se a uma latitude 23yurº37'52" sul e a uma longitude 49º18'49" oeste, estando a uma altitude de 568.489 metros. Possui uma área de 304,505 km².

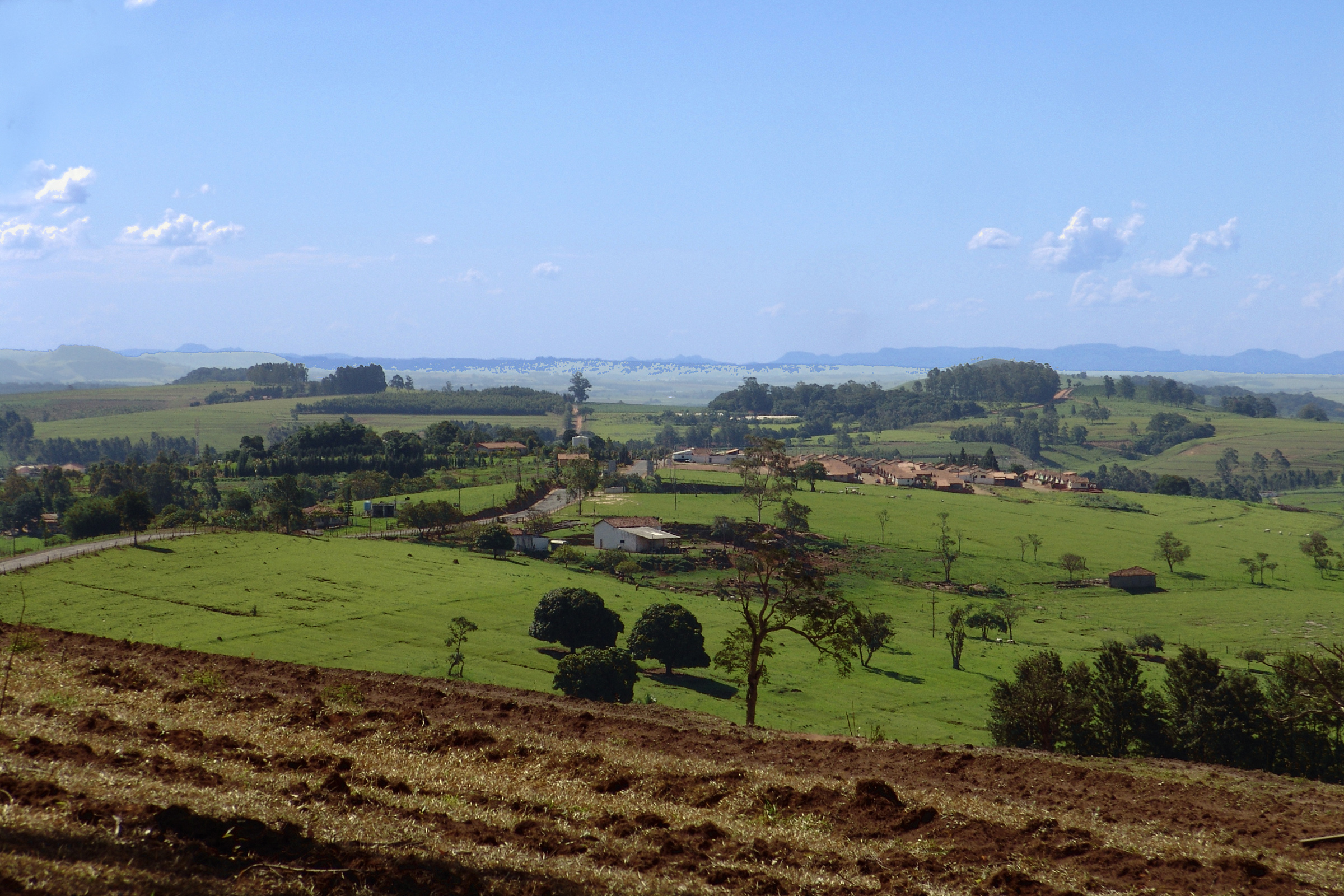
Vista.

### Hidrografia
- Rio Verde
- Rio Taquari
- Ribeirão Branco
- Ribeirão da Aldeia
- Ribeirão do Quati
- Ribeirão Lajeado, que banha a periferia da cidade

### Rodovias
- SP-249
- SP-255

## Demografia

### População
| Crescimento populacional                             | Crescimento populacional | Crescimento populacional | Crescimento populacional |
| Ano                                                  | População Total          |                          | %±                       |
| ---------------------------------------------------- | ------------------------ | ------------------------ | ------------------------ |
| 1970                                                 | 5 782                    |                          | —                        |
| 1980                                                 | 6 344                    |                          | 9,7%                     |
| 1991                                                 | 5 750                    |                          | −9,4%                    |
| 2000                                                 | 5 589                    |                          | −2,8%                    |
| 2010                                                 | 5 001                    |                          | −10,5%                   |
| 2022                                                 | 4 280                    |                          | −14,4%                   |
| Est. 2024                                            | 4 295                    | [ 5 ]                    | 0,4%                     |
| Fontes: Censos Demográficos IBGE e Estimativas SEADE |                          |                          |                          |

### Dados demográficos
- Dados do Censo - 2000. População Total 5.589
- Taxa de alfabetização 82,21%
- Urbana: 4.011
- Rural: 1.578
- Homens: 2.874
- Mulheres: 2.715

## Infraestrutura

### Comunicações
O sistema de telefones automáticos foi inaugurado na cidade em 1977 pela Telecomunicações de São Paulo (TELESP), que também implantou o sistema de discagem direta à distância (DDD) em 1983 com o código de área (0147). Anteriormente a cidade era atendida pela Companhia de Telecomunicações do Estado de São Paulo (COTESP).
Na década de 90 o código DDD da cidade foi alterado para (014), para padronização do sistema telefônico com a telefonia celular que estava sendo implantada em todo o estado.

## Religião

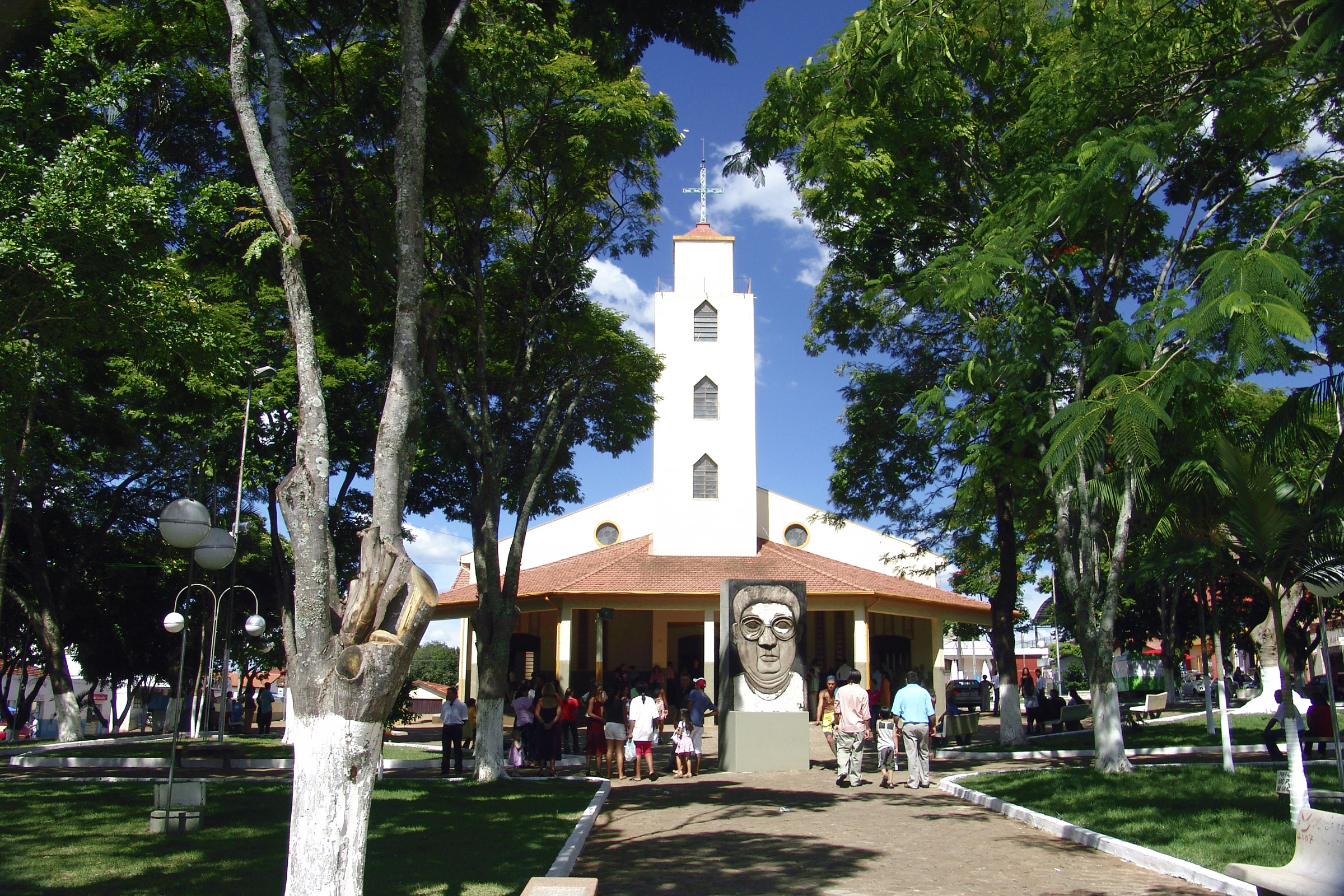
Igreja matriz.

O Cristianismo se faz presente na cidade da seguinte forma:

### Igreja Católica
- A igreja faz parte da Diocese de Itapeva.[13]

### Igrejas Evangélicas
- Assembleia de Deus Ministério do Belém.[14][15]
- Congregação Cristã no Brasil.[16]